# Lúcio Valério Flaco (cônsul em 100 a.C.)
Lúcio Valério Flaco (em latim: Lucius Valerius Flaccus) foi um político da gente Valéria da República Romana eleito cônsul em 100 a.C. com Caio Mário. Era filho de Lúcio Valério Flaco, cônsul em 131 a.C.. De acordo com Theodor Mommsen, ele foi provavelmente o pai Lúcio Valério Flaco, que foi cônsul em 86 a.C., e avô de Lúcio Valério Flaco, que foi defendido por Cícero em "Pro Flaccus". Ele é conhecido por suas iniciativas de paz durante a guerra civil e por patrocinar a "Lex Valeria", que permitiu a criação da ditadura de Sula, de quem foi mestre da cavalaria.

## Carreira
O mais antigo registro da carreira de Flaco é o de monetalis, responsável pela cunhagem das moedas, um cargo geralmente atribuído aos jovens romanos antes do ingresso no cursus honorum. Em 108 ou 107 a.C., Flaco emitiu uma série de moedas com representações da Vitória e Marte. Segundo a sua carreira, foi eleito pretor em algum momento antes de 103 a.C. até que alcançou o consulado em 100 a.C., com cerca de 40 anos de idade) e serviu com Caio Mário, já em seu sexto consulado. Ele seguia as opiniões de Mário tão fielmente que Públio Rutílio Rufo, que era seu contemporâneo, escreveu em sua "História de Roma" (perdida), que ele era "mais um servo do que um colega". Durante seu mandato, a política em Roma foi dominada pelos distúrbios provocados pelo tribuno Lúcio Apuleio Saturnino, o que levou o Senado Romano a permitir que os cônsules utilizassem seus tribunos e pretores para tranquilizar a situação. Flaco foi diretamente responsável pela morte de Saturnino, de Caio Servílio Gláucia e de outros membros da facção dos populares. 
Em 97 a.C., Flaco foi eleito censor com Marco Antônio Orador e, durante seu mandato, ajudou na incorporação de aliados italianos como cidadãos romanos, possivelmente uma medida que visava aumentar o apoio a facção dos populares, capitaneada por Mário. Os dois expulsaram Marco Durônio do Senado por que ele, quando foi tribuno, havia repelido a Lex Licinia, uma lei suntuária, e renomearam Marco Emílio Escauro como príncipe do senado. Ele próprio tornou-se o príncipe do senado quando ele morreu, talvez ainda em 91-92 a.C., mas certamente no censo de 86 a.C., por ser o consular de maior idade no Senado Romano. Theodor Mommsen citou, incorretamente, que Sula teria abolido a posição e que Flaco teria sido o último príncipe.

## Papel durante a guerra civil

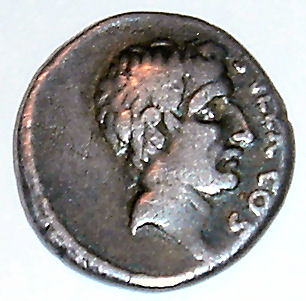
Busto de Sula, o aliado de Flaco, num denário cunhado por seu neto.

Cícero lista Lúcio Valério Flaco entre os que preferiram tratar com Cina a destruírem o país numa guerra civil. Nem Cina e nem Sula poderiam alegar legitimidade constitucional, mas, entre 86 e 83 a.C., nenhum consular apoiou a reivindicação de Sula. Como príncipe do senado e o consular mais idoso, Flaco assumiu a liderança nas tentativas de negociação com Sula, antecipando seu retorno à Itália com suas tropas depois do tratado de paz com Mitrídates VI do Ponto no outono de 85 a.C.. Nesta mesma época, um primo (ou filho) de Flaco, também chamado Lúcio Valério Flaco, escolhido por Cina como cônsul sufecto para 86 a.C. depois da morte Mário, assumiu o governo da província da Ásia com poderes proconsulares. Caio Flávio Fímbria, um violento aliado de Mário, o acompanhou nesta expedição. Como Flaco era muito severo em suas punições e, ao mesmo tempo, mesquinho em suas gratificações, os soldados o detestavam e, os que não conseguiram servir a Fímbria, mais indulgente, acabaram desertando Flaco e passaram para o lado de Sula. Enquanto isso, a relação entre Flaco e Fímbria se deteriorou quando o primeiro, chamado a arbitrar um conflito entre Fímbria e um questor, decidiu em favor deste. Fímbria ameaçou largar tudo e voltar para Roma e Flaco o dispensou. Quando Flaco estava numa viagem marítima até a Calcedônia, Fímbria agitou as tropas em Bizâncio e convenceu-as a se revoltarem contra Flaco. Flaco rapidamente retornou para a cidade com a intenção de punir os revoltosos, mas foi repelido e obrigado a fugir da cidade para Nicomédia. Mas nem isto foi o suficiente para salvá-lo: Fímbria conseguiu que ele fosse preso e decapitado, lançando sua cabeça ao mar e enterrando o corpo. Este assassinato provavelmente influenciou a opinião dos Valérios Flacos contra a facção dos populares de Cina.
Num discurso ao Senado, Flaco apelou à "concordia" ("harmonia / concórdia") e tomou a iniciativa enviando emissários até Sula na Grécia. Neste ínterim, Cina e Cneu Papírio Carbão trataram de prolongar seus próprios consulados por mais um ano, em 84 a.C., vendendo a noção de que o iminente retorno de Sula seria uma "emergência de estado", o que lhes permitiu iniciar um alistamento de novas tropas. Flaco e o "partido da paz" em Roma não apresentaram resistência alguma. Os temores dos partidários de Cina se confirmaram quando Sula deixou claro aos emissários que ele não debandaria seu exército ao chegar à Itália. Depois do motim que resultou no assassinato de Cina, Carbão rejeitou os termos de paz, no que foi seguido por Sula.

Em 82 a.C., Flaco foi escolhido pelo Senado — pressionado por Sula — como interrex, o magistrado requerido para a realização de eleições se, por algum motivo, os cônsules do ano anterior estiverem impossibilitados. Na ocasião, ambos estavam mortos: Carbão havia sido derrotado em combate e morto pelo jovem Pompeu Magno. Sula enviou uma carta a Flaco e ao Senado na qual ele urgia, dada a situação caótica em Roma, que a nomeação de um ditador seria mais efetiva para restaurar a ordem do que a realização de novas eleições. Apesar de haver precedentes legais para a nomeação de um ditador, com vários deles servindo por curtos períodos de tempo como líderes militares nos primeiros da República, já haviam se passado mais de 120 anos desde que o último fora nomeado durante a Segunda Guerra Púnica. Sula pressionou ainda para que fosse removido o limite de seis meses do mandato. Como interrex, Flaco mordeu a isca de Sula e, ao invés de nomear sufectos para terminarem os mandatos de Cina e Carbão, ele propôs uma lei à Assembleia das Centúrias nomeando Sula como ditador. Esta lei ficou conhecida como Lex Valeria de Sulla Dictatore por causa do nome de sua gente. Sula imediatamente escolheu Flaco como seu mestre da cavalaria (em latim: "magister equitum").
Acredita-se que Flaco tenha influenciado seu primo, Caio Valério Flaco, a, se não apoiar, pelo menos aceitar a necessidade do regime de exceção de Sula. Caio era irmão de Lúcio Valério Flaco, que fora assassinado na Ásia por Fímbria em 85 a.C.; era o governador da Gália Transalpina e, provavelmente, da Gália Cisalpina também em meados da década de 80 a.C. e, possivelmente, ainda governava uma ou ambas as províncias romanas na Hispânia. Por isso, era o mais poderoso comandante militar na porção ocidental da República na época. Por isso, o apoio dos Valérios Flacos é considerado um dos fatores decisivos para o sucesso do regime de Sula.

## Religião
Flaco era flâmine marcial quando morreu, algum tempo depois cooptação de Júlio César ao Colégio dos Pontífices em 73 a.C. e antes da cooptação de Galba, que foi pretor por volta de 66 a.C.. Não se sabe quando Flaco foi nomeado pontífice. A iconografia das moedas que ele emitiu como monetalis já incluem o característico chapéu dos flâmines. Seu pai também foi flâmine de Marte e a imagem pode ser uma referência a esta herança; como os filhos geralmente sucediam aos pais nos cargos religiosos, é possível que as moedas tenham sido emitidas para comemorar justamente o começo de seu pontificado.